# BRB Internacional
BRB Internacional è una casa di produzione spagnola di animazione, fondata da Claudio Biern Boyd nel 1972, e divenuta famosa negli anni ottanta grazie a delle serie di successo come: Il giro del mondo di Willy Fog, D'Artacan e i tre moschettieri, e David Gnomo amico mio. Ha prodotto anche alcuni film live-action. Ha sede a Fuencarral, Madrid.

## Storia dell'azienda
La BRB Internacional fu fondata nel 1972 come azienda di merchandising, rappresentando i diritti dei personaggi della Warner Bros., di Hanna-Barbera, e anche di note serie televisive (animate e non) dell'epoca come Tom & Jerry, La Pantera Rosa, Charlie's Angels, Muppet Show, Marco, dagli Appennini alle Ande, Ape Maia, Vickie il Vichingo e altre ancora.
Nel 1975 le attività dell'azienda si evolsero, passando dalla semplice rappresentanza per le mercanzie, alla distribuzione di serie televisive di animazione, in Spagna ed anche in altri paesi; fra le serie distribuite in questa fase abbiamo: Jacky, l'orso del monte Tallac, Lo scoiattolo Banner e Tom Sawyer. Dal momento che gli affari procedevano bene, l'azienda decise di iniziare a produrre delle proprie serie animate.
La svolta prese consistenza quindi nel 1980 con la messa in onda nel circuito spagnolo di: Ruy, il piccolo Cid; da allora fino ad oggi la missione aziendale è rimasta inalterata, e con essa la attitudine a realizzare i propri lavori con co-produzioni internazionali.
Dalla data della fondazione ad oggi le realizzazioni della BRB sono cambiate molto, adeguando linguaggi e tecniche di realizzazione ai tempi correnti.

## Serie TV d'animazione
Si riporta il titolo italiano della serie, per quelle che sono state trasmesse.
- Ruy, il piccolo Cid (1979)
- D'Artacan e i tre moschettieri (1981)
- Il giro del mondo di Willy Fog (1981)
- David Gnomo amico mio (1985)
- Viaggiamo con Benjamin (1987)
- Bobobobs (1988)
- Com'è grande l'America (1991)
- All'arrembaggio Sandokan (Sandokan) (1991)
- Mortadello e Polpetta: la coppia che scoppia (1994)
- Mille note in allegria con la Mozart Band (1995)
- The Untouchables of Elliot Mouse (1997)
- Nel meraviglioso mondo degli gnomi (1997)
- Super Models (1998)
- Football Stories (1998)
- Teo (1999)
- Jolanda - La figlia del Corsaro Nero (1999)
- Fantaghirò (1999)
- Toonimals! (2001)
- Nicholas (2001)
- Gladiator Academy (2002)
- Zip & Zap (2002)
- L'uomo invisibile (The Invisible Man 2004)
- Papawa (2005)
- Bernard l'orso (2005)
- Iron Kid (2005)
- Angus and Cheryl (2006)
- The Imp (2006)

## Lungometraggi animati
Furono realizzati numerosi lungometraggi animati, costruiti perlopiù editando i singoli episodi delle varie serie animate.
- Dogtanian: One For All and All For One (1995)
- Willy Fog
  - Around the World in 80 Days (1995)
  - Journey to the Center of the Earth (1995)
  - 20,000 Leagues Under the Sea (1995)
- Sandokan: The Princess and the Pirate (1995)
- The Gnomes
  - The Tiny Little World of David the Gnome (1995)
  - The Gnomes' Great Adventure (1995)
  - The Gnomes' Amazing Journeys (1997)
  - The Gnomes' Adventures in the Snow (1997)
- Music For Your Eyes By The Mozart Band (1997)
- Elliot Mouse: The Untouchables vs. Al Catone (1998)
- Yolanda: Secret of the Black Rose (2000)
- Fantaghirò: Alla Ricerca Del Kuorum (2000)
- Football Stories: The Official Rules of Football (2001)
- Toonimals: Wild Records! The Greatest Animal Records (2001)
- Ruy the Little Cid (2004)
- Nicholas (or Nico): The TV Movie (2005)
- Gladiator Academy: the Movie (2005)
- Zip and Zap: Meet the Monsters (2005)

## Film live-action
- Atropello - Knocking Down
- Marqués Mendigo - The Vagabond Marquess
- Un difunto, seis mujeres, un taller
- Dentro del paraiso
- Los recuerdos de Alicia